# Max Valier

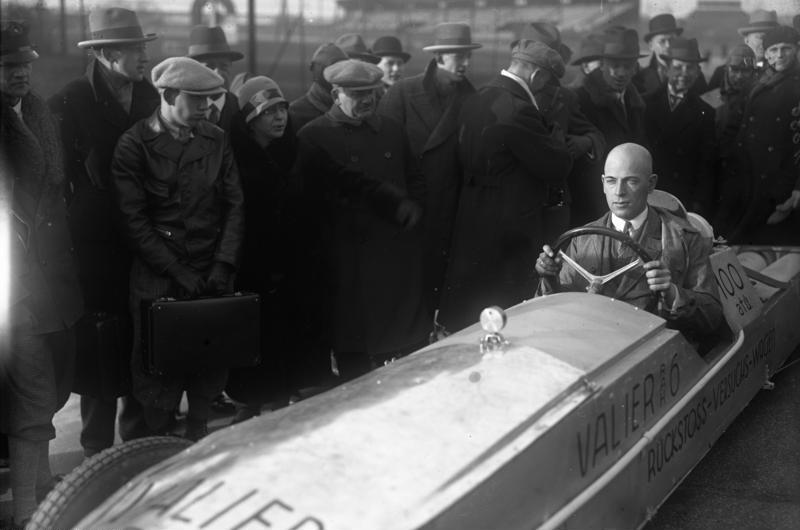
Max Valier im Raketenauto, 1929

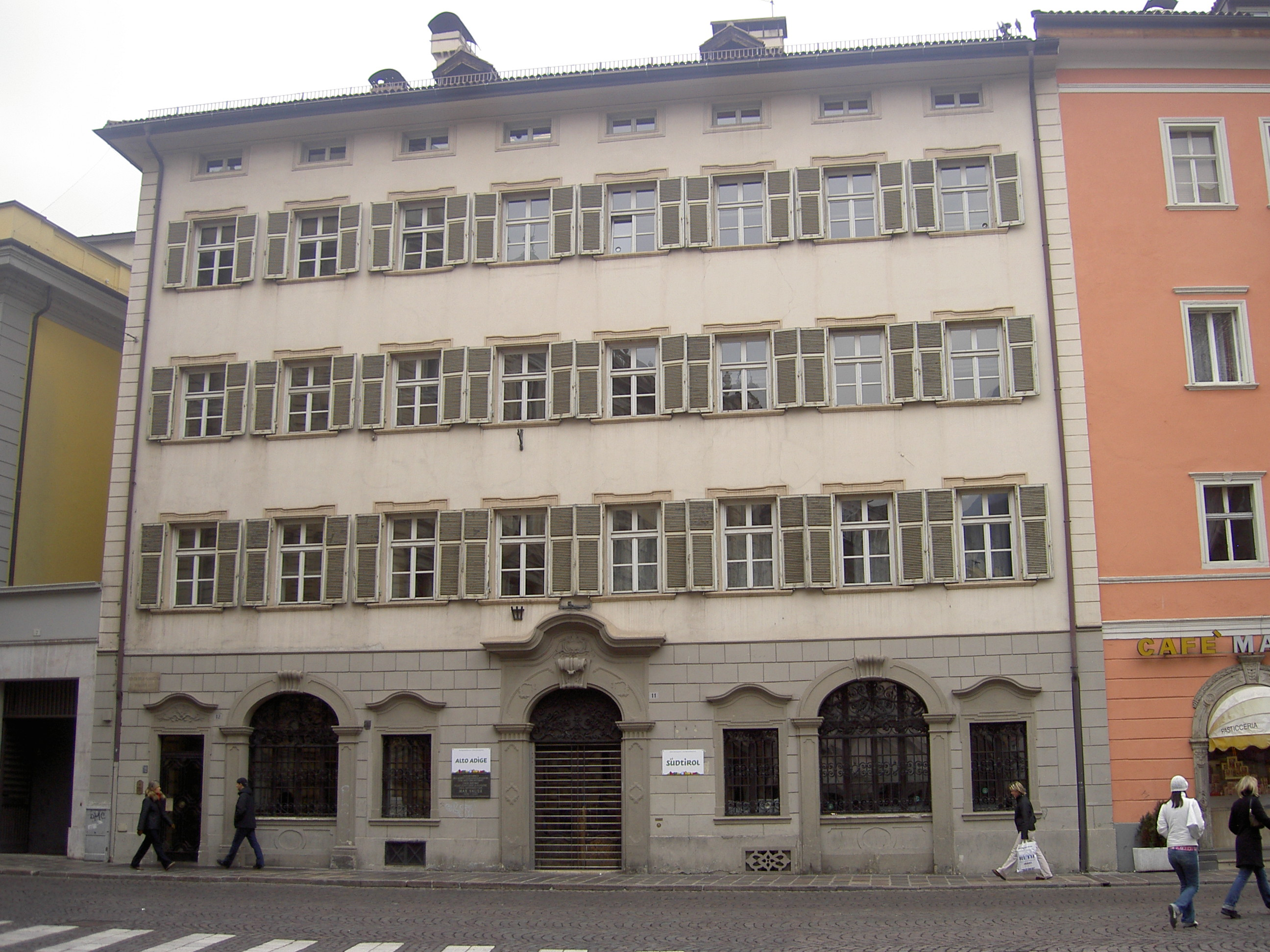
Geburtshaus von Max Valier

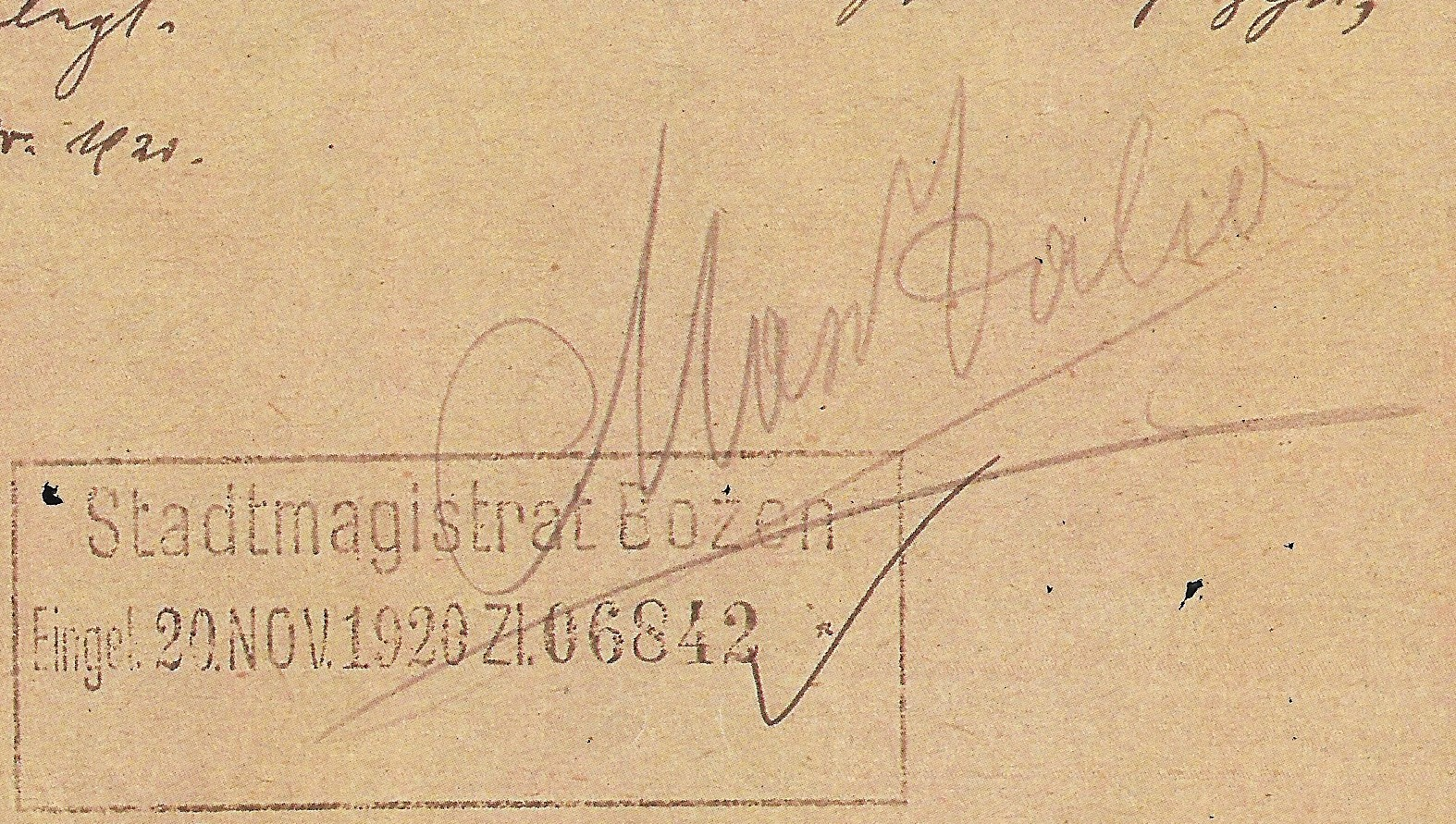
Eigenhändige Unterfertigung Max Valiers auf einem Akt des Stadtmagistrats Bozen vom 20. November 1920

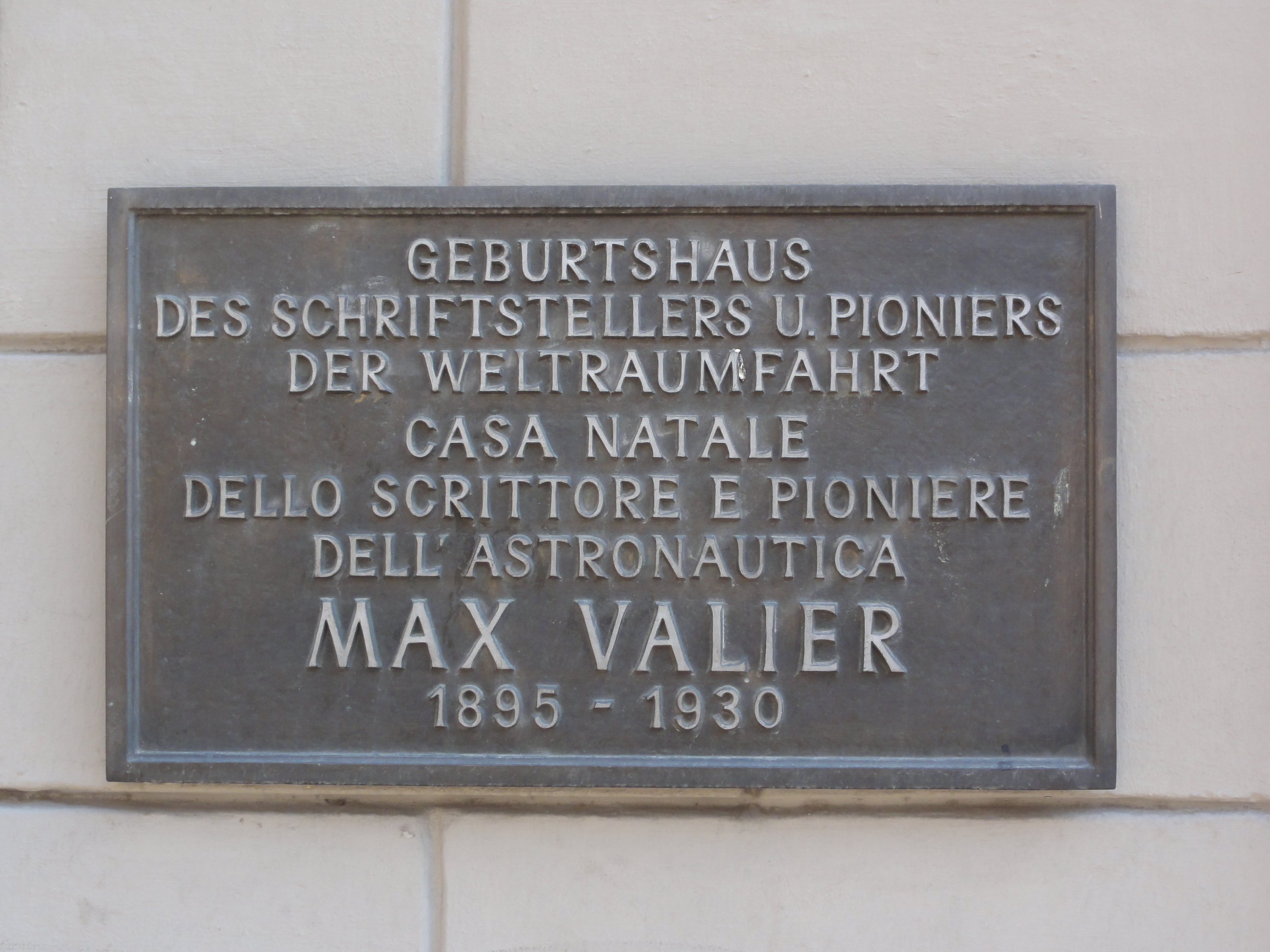
Zweisprachige Gedenktafel an Max Valiers Geburtshaus in Bozen

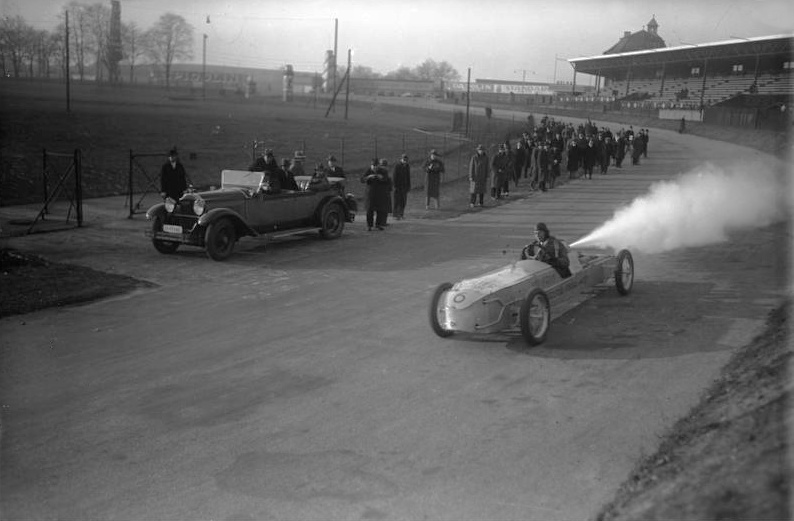
Die erste erfolgreiche Versuchsfahrt von Max Valier im Rak. VI mit flüssigem Betriebsstoff auf der Avusbahn in Berlin, 1930

Max Johann Edmund Valier (* 9. Februar 1895 in Bozen; † 17. Mai 1930 in Berlin) war ein österreichischer Astronom und Schriftsteller. Er gilt als bedeutender Wegbereiter der Raketentechnik und als ihr erstes Todesopfer.

## Biografie

### Familie und Ausbildung
Max Valier wurde am 9. Februar 1895 in Bozen geboren. Sein leiblicher Vater Edmund Valier starb im Jahre 1896. Seine Mutter heiratete im Jahr 1900 einen deutschen Kaufmann und brachte seine Halbschwester Martha zur Welt. Valier wurde von seiner Großmutter großgezogen. Während seiner Schulzeit am Franziskanergymnasium Bozen bekam er im Jahre 1908 ein Amateur-Teleskop geschenkt, was ihn maßgeblich dazu motivierte, sich für Astronomie und Raumfahrt zu interessieren.
Im Jahr 1913 begann er an der Universität Innsbruck das Studium der Astronomie, Meteorologie, Mathematik und Physik.
Aufgrund des Ersten Weltkrieges wurde Valier nach dem Ende des Wintersemesters im Februar 1915 zur Musterung bestellt. Als Student wurde er als Offizieranwärter eingestuft und zur Grundausbildung nach Brixen verlegt. Im Jahr 1916 wurde Valier zu einem technischen Kurs an der meteorologischen Anstalt „Hohe Warte“ nahe Wien entsendet. Dort lernte er Paul Hörbiger kennen, wodurch er mit der Welteislehre des Vaters Hanns Hörbiger in Berührung kam. Diese besagt, dass die meisten Himmelskörper aus Eis oder Metall bestehen sollen.
Nach seiner Ernennung zum Leutnant im Herbst 1917 wurde Valier zu einer Flugzeugerprobungseinheit nach Wien versetzt. Dort besuchte er häufig das Haus der Hörbigers. Im Rahmen einer Diskussion über die Welteislehre äußerte er den Wunsch, ein Buch zu verfassen, das die Theorie verständlicher darstellt, als ein bereits erschienenes Werk von Hörbiger selbst. Nachdem der Krieg 1918 beendet war, nahm Valier sein Studium in Wien erneut auf und schloss seine Staatsprüfung ab. Seinen Lebensunterhalt finanzierte er durch Vorträge und Publikationen. Zudem arbeitete er als Wissenschafts- und Science-Fiction-Autor. Unter anderem veröffentlichte er die Erzählung „Spiridion Illuxt“, in der er die Atombombe vorhersah.
Im Herbst 1919 wurde Valiers Doktorarbeit abgelehnt, da die Welteislehre Hörbigers zu umstritten war. Valier heiratete 1921 die 1875 geborene Hedwig Bucek. Im Jahr 1922 zog die kleine Familie (mit der 17-jährigen Tochter Hanni) nach München.

### Begeisterung für Raketen
Im Januar 1924 entdeckte Valier in München zufällig das Buch Die Rakete zu den Planetenräumen von Hermann Oberth. Wenige Tage später teilte Valier Hermann Oberth mit, er würde etliche Vorträge über das Thema halten und Publikationen zu der Theorie veröffentlichen, sodass er zusammen mit Oberth Experimente finanzieren könne. Außerdem schrieb er eine allgemein verständliche Abhandlung zur Raumfahrt. Mit Oberths Unterstützung entstand 1924 Der Vorstoß in den Weltenraum, in dem ein Programm zur Entwicklung der Raketentechnik beschrieben war. Dieses Werk wurde ein großer Erfolg, sechs Auflagen erschienen bis 1930.
Ab dem Frühjahr 1925 kam Valier die Idee, einen Zusammenschluss aller Raketenbegeisterten zu gründen und gemeinsame Forschung zu betreiben. Nach einer zweijährigen, intensiven Auseinandersetzung mit der Idee des Flüssigkeits-Raketenmotors und einem umfangreichen Austausch von Informationen mit Oberth und anderen Raketenforschern war es Valier noch immer nicht gelungen, einen Finanzier für Oberth aufzutreiben.

### Eigene Experimente mit Feststoffraketen
Ab April 1925 begann Valier mit der Vorbereitung von eigenen Versuchen mit Feststoffraketen. Valier schrieb in einem Brief an Oberth:

„Ich werde also in nächster Zeit mit einer im Bau von Feuerwerksraketen erfahrenen Firma Fühlung zu nehmen versuchen.“

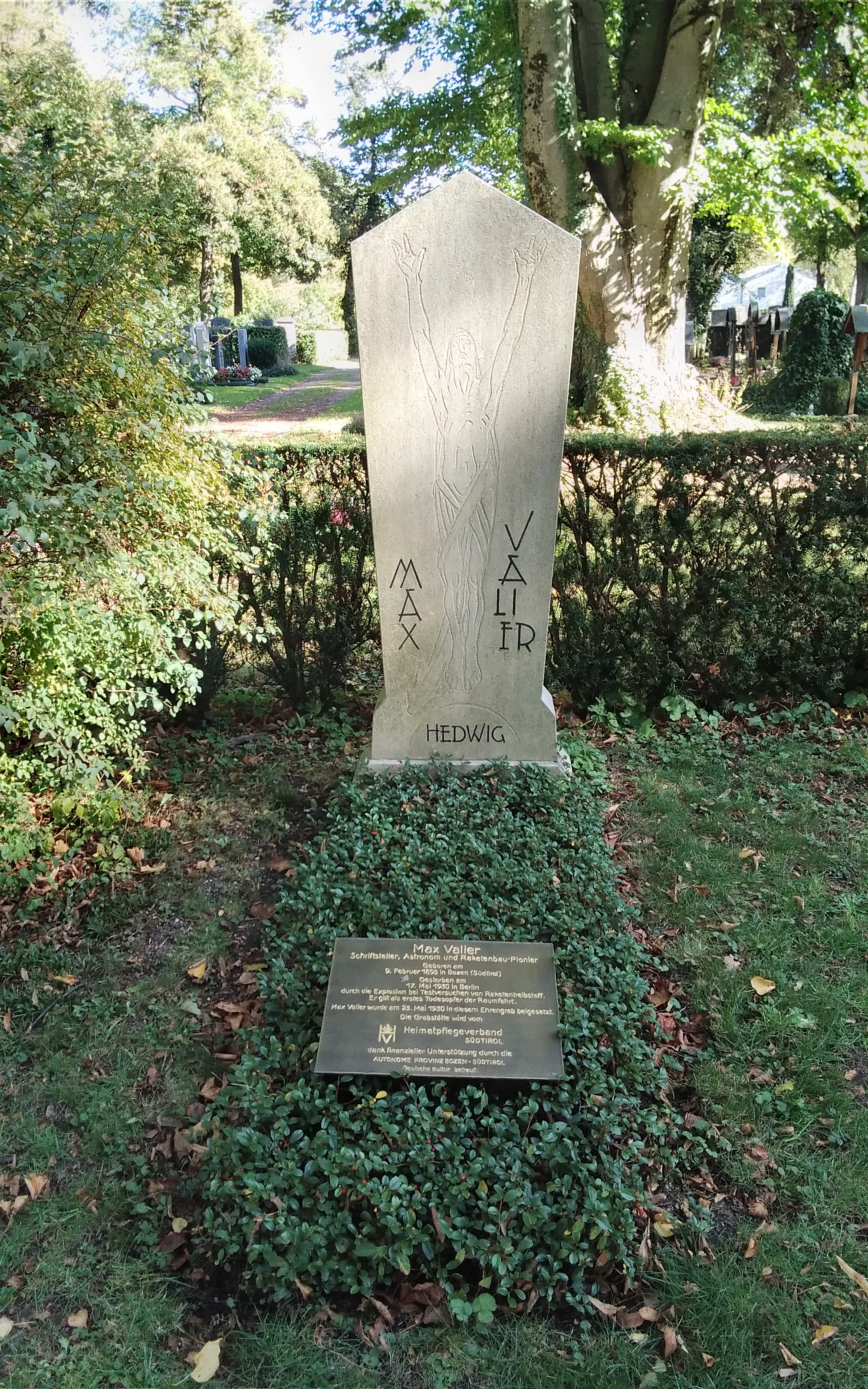
Das Grab von Max Valier und seiner Ehefrau Hedwig verwitwete Bucek geborene Alden auf dem Westfriedhof (München)

Dieses Vorhaben setzte er im März 1925 mit einer Augsburger Firma um. Im September 1925 traf sich Valier mit Vertretern der Junkers Flugzeugwerk AG in Berlin, welche grundlegend Interesse an Valiers Flüssigkeits-Raketentriebwerken bekundeten. Sie entschieden sich jedoch gegen eine Finanzierung von Valier. Danach versuchte Valier ein Jahr lang erfolglos, andere Geldquellen zu akquirieren. Nach einem Schreiben an den Weltkriegs-Flieger und Besitzer einer kleinen Flugzeugfabrik Ernst Udet trafen sich beide im September 1926. Im Anschluss sollte ein kleines bemanntes Rak-Flugzeug gebaut werden, welches auf einem Rak-Modell-Flugzeug mit einer Spannweite von drei Metern basierte. Im Sommer 1927 plante Udet, den Höhenflugweltrekord zu brechen und schließlich eine Stunde im Weltraum zu verbringen. Auf der Suche nach Geldgebern für dieses Projekt, schrieb Valier mehr als 1000 Briefe – erfolglos.

### Entwicklung von Raketenautos
In der von Johannes Winkler herausgegebenen Zeitschrift „Die Rakete“ wurde im Mai 1927 die Gründung des „Verein für Raumschiffahrt“ angekündigt, in der auch Valier seine Mitarbeit ankündigte. Hermann Oberth beendete die Zusammenarbeit mit Valier, da dieser ihm mitgeteilt hatte, dass er alle Spenden für seinen eigenen Lebensunterhalt verwenden müsse. Am 5. Juli 1927 gründete Valier zusammen mit Johannes Winkler den Verein für Raumschiffahrt in Breslau. Er befand sich im Vorstand des Vereins, in dem sich in der Folgezeit viele Raumfahrtpioniere der Weimarer Republik sammelten.
Die nächste Ausgabe der „Rakete“ berichtete außerdem, dass Valier noch im Sommer 1927 vorhabe, den Höhenweltrekord mit einem Raketenflugzeug zu brechen. Im Oktober 1927 gewann er mit dem Autoindustriellen, Sportsmann und Rennfahrer Fritz von Opel einen finanzkräftigen Förderer. Sie einigten sich auf ein Forschungsprogramm bei dem Feststoffraketen Autos antreiben sollten, Ziel war es den Geschwindigkeitsrekord zu brechen.
Ab 1928 entstand eine Reihe von Versuchsfahrzeugen. Angetrieben wurden diese von Pulverraketen, die Friedrich Wilhelm Sander lieferte, Inhaber einer Fabrik für Signal- und Rettungsraketen aus Wesermünde. Valier sah die aus der Zusammenarbeit mit dem „schnellen Fritz“ entstandenen Raketenautos als eine erste Vorstufe für die Weltraumrakete. Opel sah darin vordergründig einen immensen Werbeeffekt für seine Firma.
Aufgrund dieser Meinungsverschiedenheit wurde die Zusammenarbeit im Mai 1928 eingestellt. Valier entwickelte nun Raketenschienenwagen sowie Raketenschlitten und nahm mit der Firma Espenlaub Kontakt auf, um auf dem Düsseldorfer Flughafen ein erstes Raketenflugzeug zu konstruieren, das mit den Ideen Valiers gebaut wurde, ohne ihn am Flug zu beteiligen. Auf dem zugefrorenen Starnberger See gelang Valier 1929 mit dem Raketenschlitten RAK BOB ein Geschwindigkeitsrekord von über 400 km/h. Im Januar 1930 erhielt er ein Labor in den Berliner Heylandt-Werken, die auf die Produktion von flüssigem Sauerstoff spezialisiert waren. Dort führte er erfolgreiche Versuche mit Flüssigtreibstoffen durch, die – so sein Assistent Walter Riedel – grundlegend für die weitere Raketenentwicklung in Deutschland wurden. Am 25. Januar 1930 wurde der erste Test mit Raketenantrieben durchgeführt. 
Die erste Vorführung der Heylandt-Raketenautos fand am 17. April 1930 auf dem Werksgelände in Britz statt. Dies war zugleich die erste Vorführung eines Flüssigkeits-Raketentriebwerkes und des ersten, durch ein Flüssigkeitstriebwerk angetriebenen, bemannten Fahrzeuges der Welt. Am darauffolgenden Tag wiederholte Valier diese Präsentation auf dem Flugplatz Tempelhof. Dabei fuhr er etwa 6 bis 8 Minuten mit dem Raketenauto.
Am 17. Mai 1930 starb Max Valier durch eine Explosion während des Probelaufs eines neuartigen Triebwerks, da er sich darauf eingelassen hatte, für die Firma Shell Versuche auch mit Paraffin durchzuführen. Valier erlitt eine tödliche Verletzung der Lungenschlagader bei der Explosion einer Brennkammer. Er verblutete innerhalb von 10 Minuten. Er gilt damit als erstes Todesopfer der Raumfahrt.
Max Valier wurde auf dem Münchner Westfriedhof beigesetzt.

## Rezeption, Ehrungen
Walter Riedel führte die Versuche von Max Valier zunächst in der Heeresversuchsanstalt Kummersdorf und anschließend in Peenemünde fort. In Bozen sind eine Fachoberschule im technologischen Bereich und ein Verein von Amateurastronomen nach ihm benannt. Diese beiden Einrichtungen entwickelten zusammen mit der Gewerbeoberschule Oskar von Miller in Meran den Kleinsatelliten Max Valier Sat, der am 23. Juni 2017 gestartet wurde. Außerdem tragen Straßen in Bozen, Innsbruck und München sowie die einzige Volkssternwarte Südtirols (Sternwarte Max Valier in Gummer, Gemeinde Karneid) seinen Namen. Eine Max-Valier-Straße gibt es ebenso in Seis am Schlern (Gemeinde Kastelruth), wo sich das Sommerfrischehaus der Familie befindet. Seit 1970 ist ein Mondkrater nach ihm benannt. Im Jahr 1971 wurde in Wien-Simmering (11. Bezirk) die Valiergasse nach ihm benannt.

## Veröffentlichungen (Auswahl)
- Der Sterne Bahn und Wesen: Gemeinverständliche Einführung in die Himmelskunde. 2., vollständig umgearbeitete Auflage, R. Voigtländer’s Verlag, Leipzig 1926 (erste Auflage 1924).
- Raketenfahrt: eine technische Möglichkeit. 2. Auflage, zugleich 6. Auflage von Vorstoss in den Weltenraum, R. Oldenbourg, München 1930.
- Einführung in die Welteislehre: die Rätsel des Sonnenreiches, nach Ing. Hörbiger dargestellt. Hachmeister & Thal, Leipzig 1927.